# Wiesen-Gelbstern
Der Wiesen-Gelbstern (Gagea pratensis), oder auch Wiesen-Goldstern genannt, gehört zur Gattung Gelbsterne (Gagea), und damit zur Familie der Liliengewächse (Liliaceae). Als weitere Trivialnamen sind auch Ackerzwiebel und Feldzwiebel belegt.

## Beschreibung

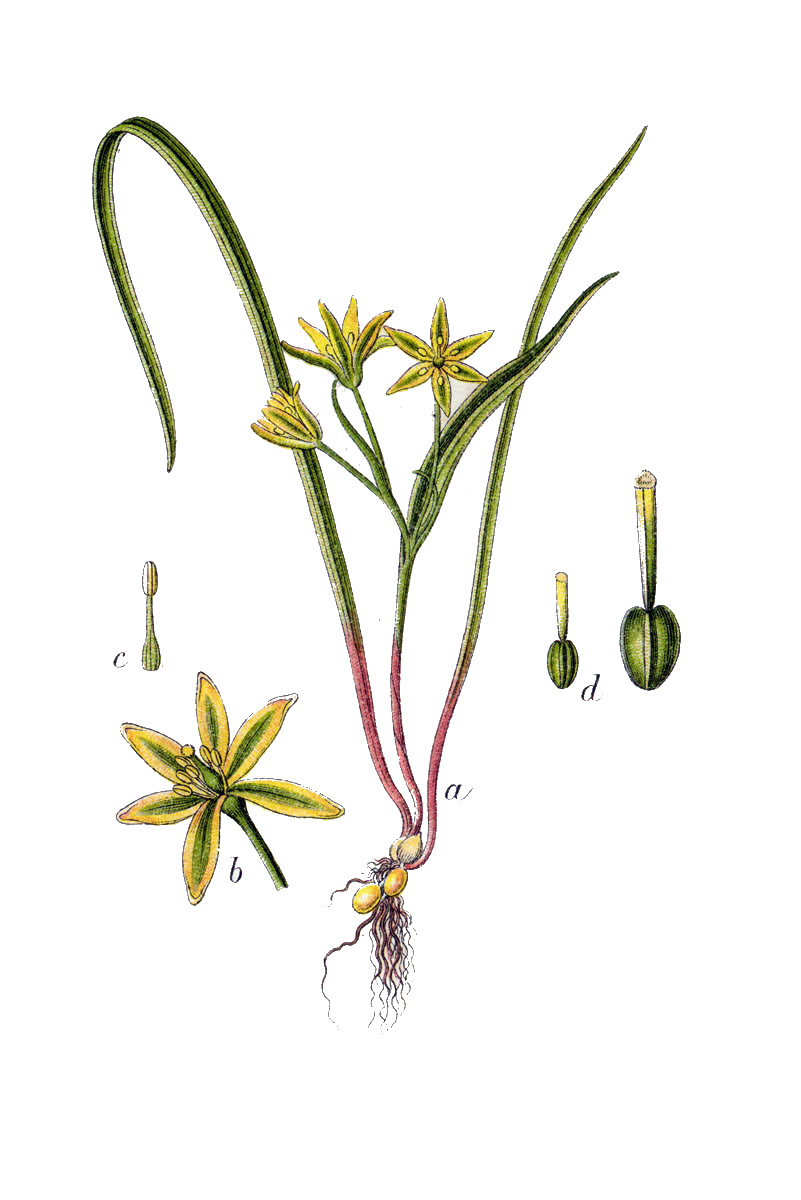
Wiesen-Gelbstern, Illustration aus Sturm, 1796

Beim Wiesen-Gelbstern handelt es sich um eine zierliche mehrjährige krautige Zwiebelpflanze (Geophyt), die im zeitigen Frühjahr (meist im April) blüht und Wuchshöhen von 8 bis 20 cm erreicht. Der Blühbeginn liegt meist einige Tage nach dem Acker-Gelbstern.
Die Pflanze besitzt nur ein Grundblatt, das 2 bis 4 mm breit wird und einen V-förmigen Blattquerschnitt hat. Es weist eine tiefe Rille auf der Oberseite auf – im Unterschied zum Wald-Gelbstern, bei dem die fadenförmigen Jugendblätter fünfkantig sind bzw. eine abgeflachte Oberseite haben. Die Hochblätter sind bewimpert. Das unterste Stängelblatt überragt den Blütenstand mit seinen ein bis sechs Blüten meist deutlich. Die sechs goldgelben bis grünlichgelben Perigonblätter sowie die Blütenstiele zeigen keine Behaarung – im Gegensatz zum Acker-Gelbstern. Die Perigonblätter sind nicht zugespitzt, sie laufen leicht stumpf aus.
Die Pflanze verfügt über eine Hauptzwiebel mit 2 nackten, liegenden, gelblichen Nebenzwiebeln.
Die Chromosomenzahl beträgt 2n = 36, 48 oder 60.

## Vorkommen
Die etwas wärmeliebende Art bevorzugt mäßig trockene, Lehm- und Lössböden. Sie kommt vor allem in Gesellschaften der Ordnung Polygono-Chenopodietalia aber auch der Verbände Mesobromion oder Alysso-Sedion vor.
Die Art kam früher sowohl in Äckern, Weinbergen wie auf frischen Wiesen und Weiden vor. Durch Veränderungen in der Art der Bodenbearbeitung ist der Wiesen-Gelbstern aus Äckern weitgehend verschwunden und in Weinbergen deutlich seltener geworden. Im Grünland siedelt der Wiesen-Gelbstern bevorzugt in der Nähe von Obstbäumen, er ist außerdem häufiger auf Pferdeweiden als auf Rinderweiden zu finden, noch seltener in reinen Mähwiesen. Häufig sind (oftmals sterile) Vorkommen auf Friedhöfen und in Parkanlagen. Die Art ist hier Indiz für die bäuerliche Vornutzung der Anlagen.
In manchen Jahren ist die Art aufgrund ausbleibender Blüte nur schwer zu finden.

## Verbreitung
Der Wiesen-Gelbstern ist eine in weiten Teilen Mittel- und Osteuropas verbreitete, gemäßigt-kontinentale Art. Das Verbreitungsgebiet reicht von Europa bis zur nordwestlichen Türkei.
In Deutschland kommt er nur sehr zerstreut bis selten vor, er fehlt in weiten Teilen Baden-Württembergs, in Südbayern sowie in Nordwestdeutschland und steht in den meisten Bundesländern auf der Roten Liste gefährdeter Arten. In den Niederlanden ist ein Vorkommen bei Schloss Kinkelenburg (Provinz Gelderland) bekannt.
In Großbritannien und Norwegen kommt die Art nicht vor.

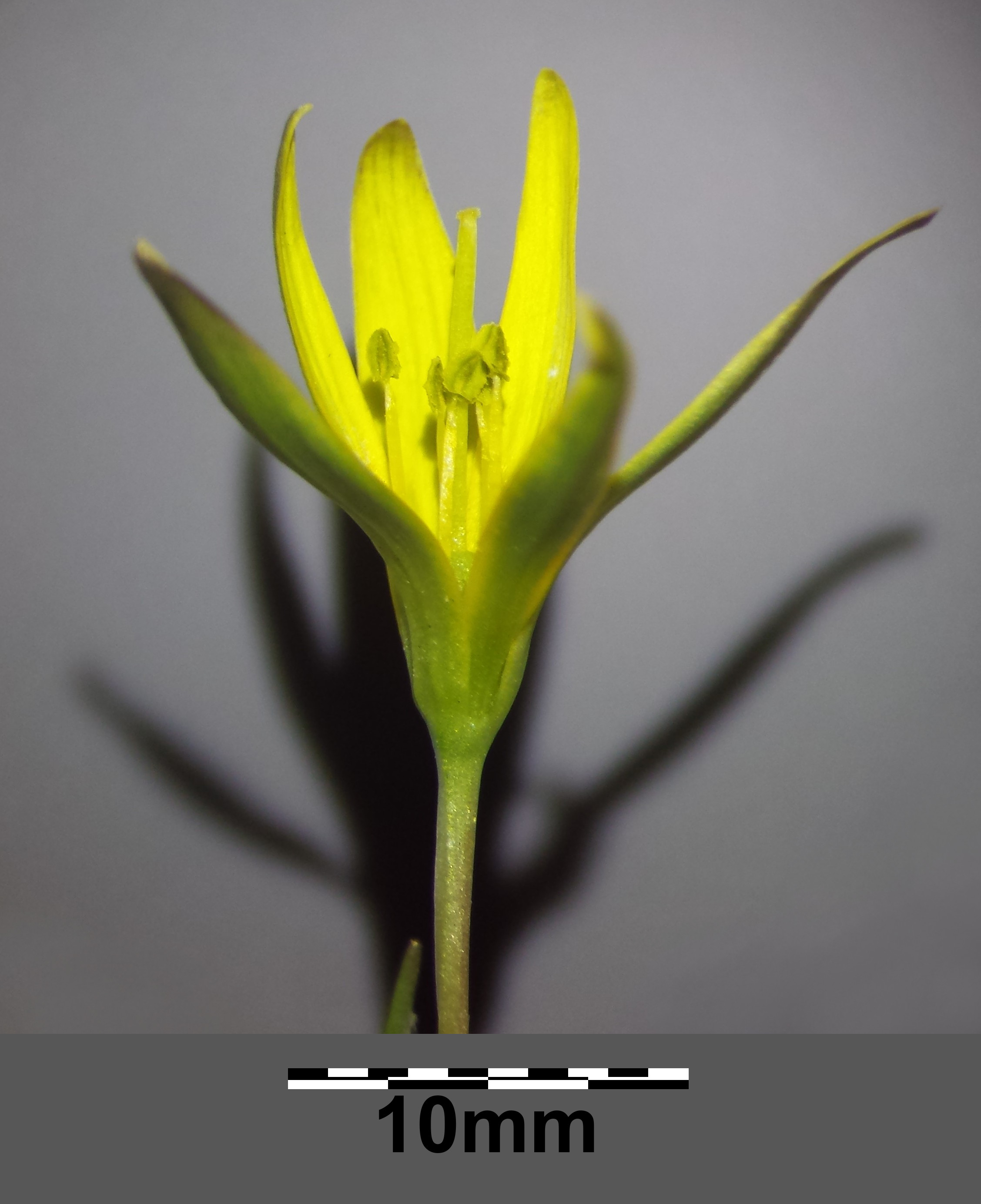
Blüte
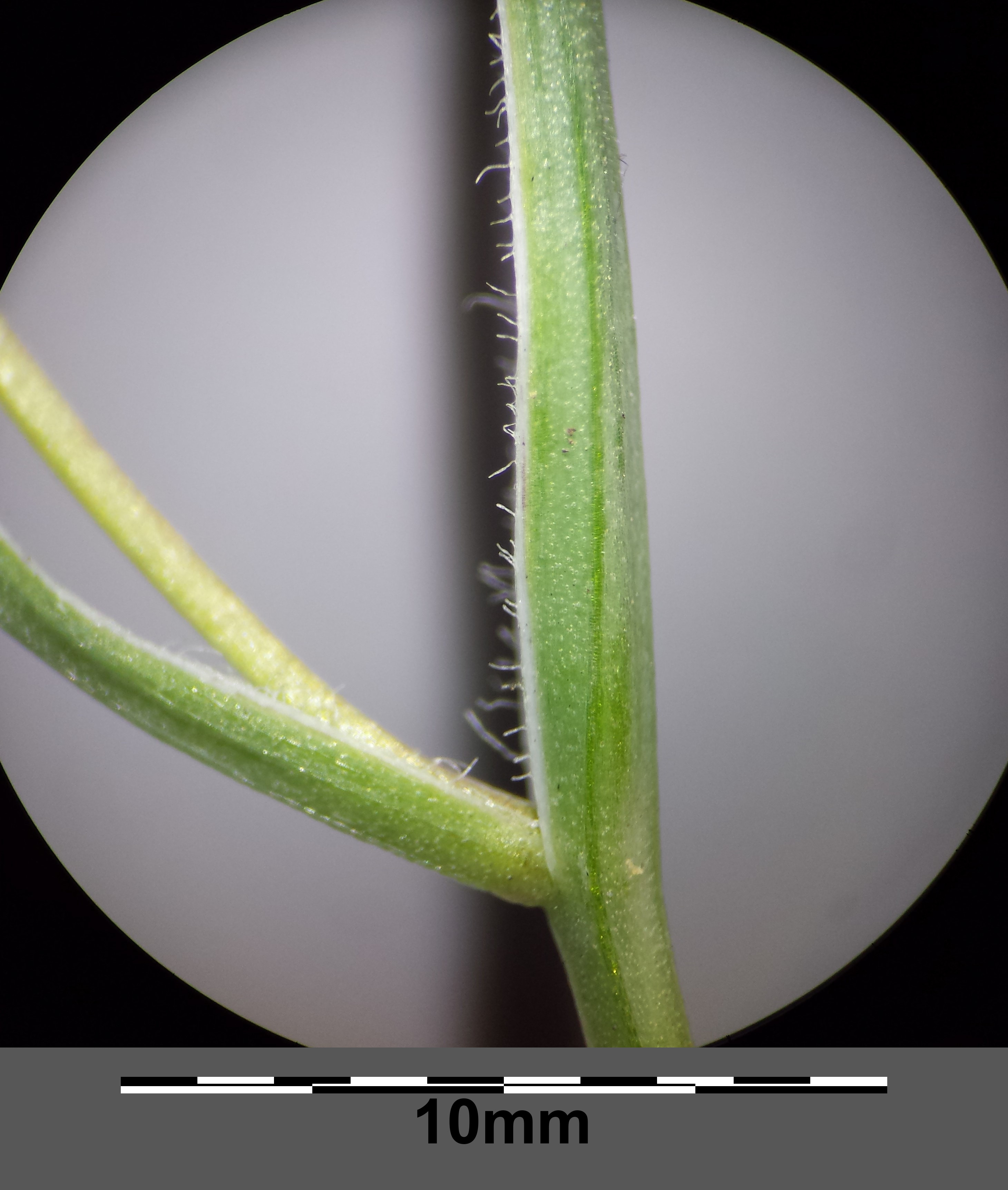
Die Stängelblätter sind spinnwebig gewimpert
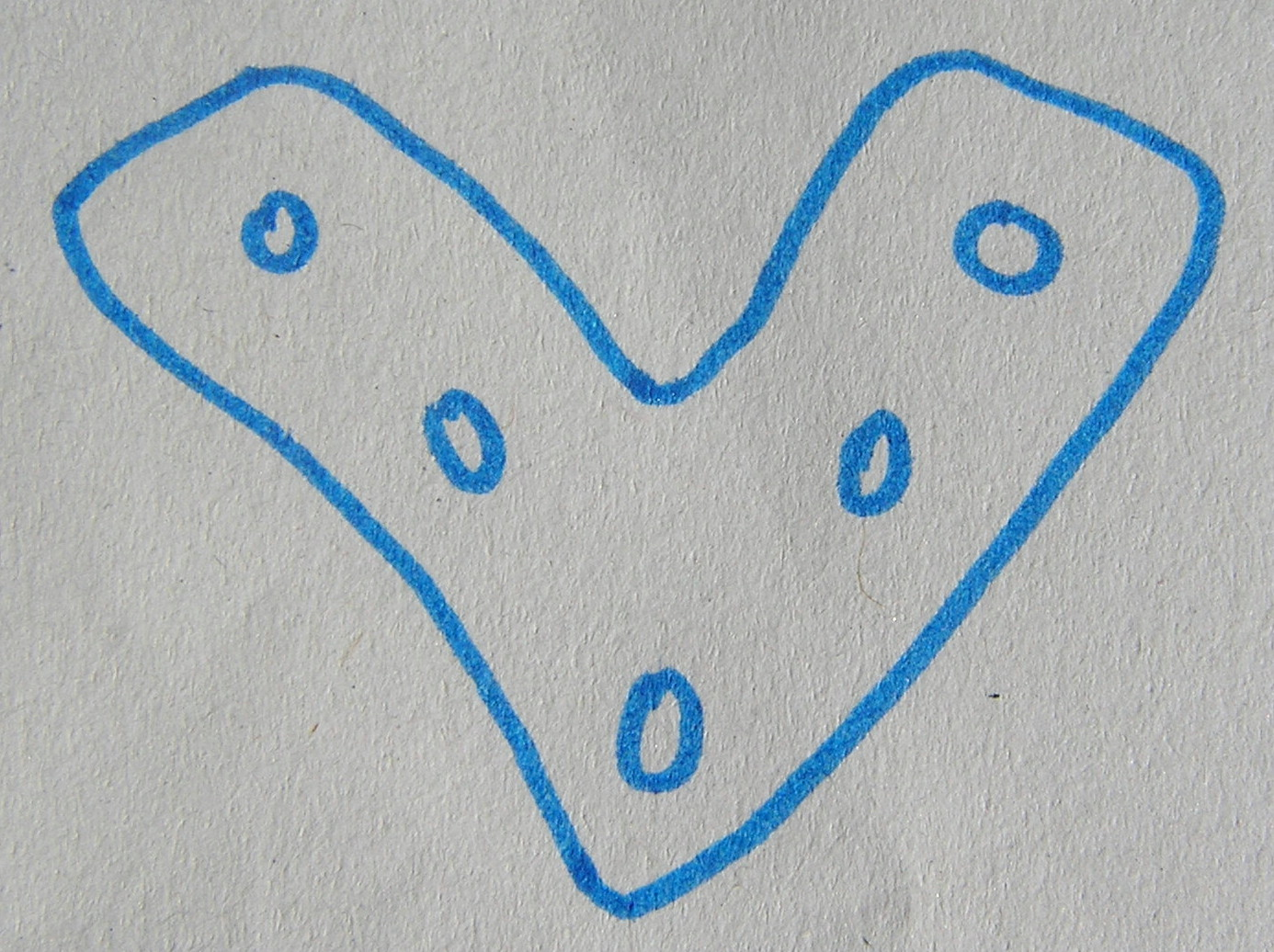
Blattquerschnitt
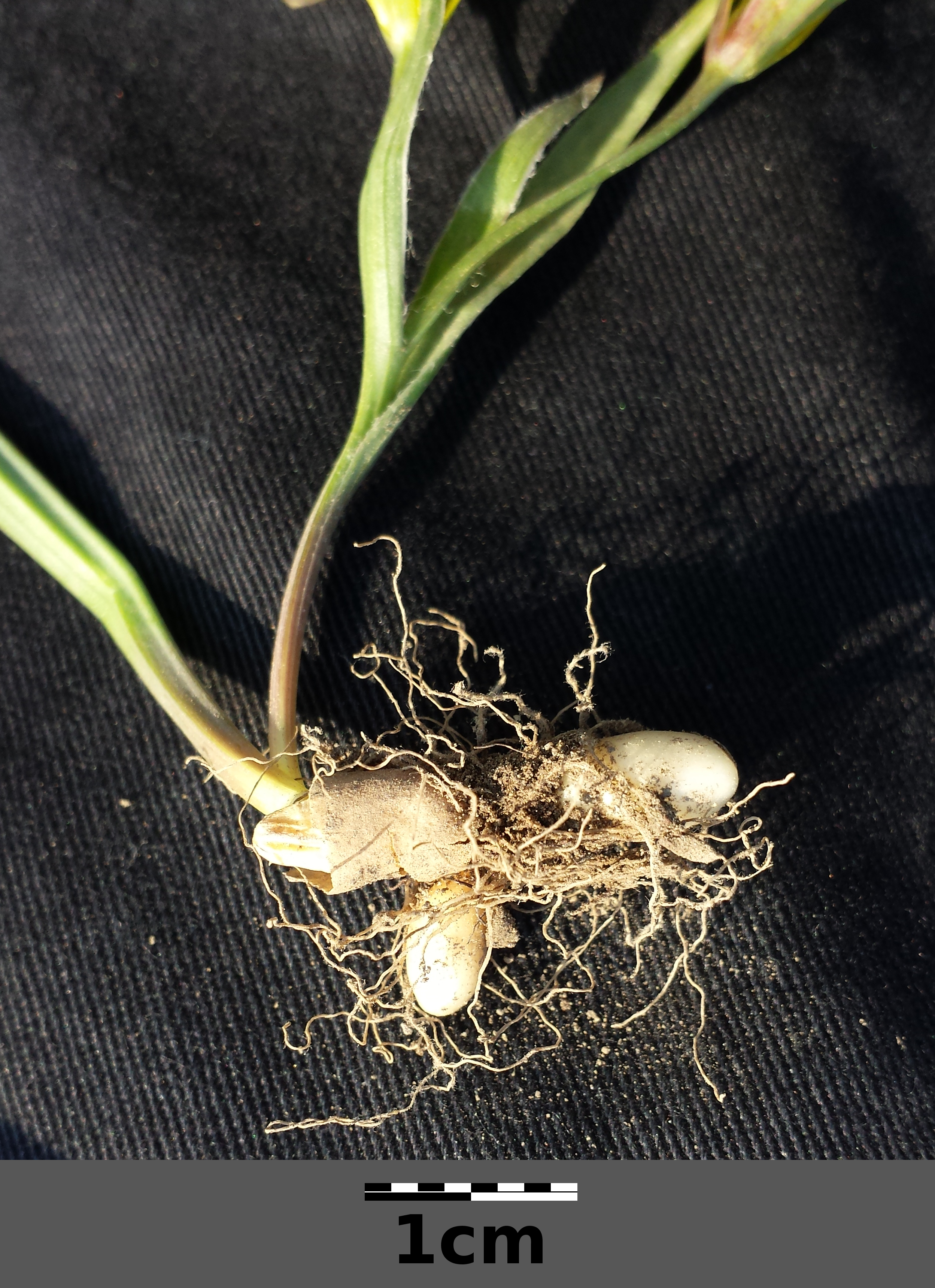
Zwiebeln

## Verwandte Arten
Verwandte Arten sind der Acker-Gelbstern, der Wald-Gelbstern, der Scheiden-Gelbstern und der Kleine Gelbstern. Manche Autoren geben eine Hybrid-Sippe zwischen Gagea lutea × pratensis an, die Gagea ×pomeranica genannt wird.